# هیروتو یامادا
هیروتو یامادا (ژاپنی: 山田 寛人؛ زادهٔ ۷ مارس ۲۰۰۰) یک بازیکن فوتبال اهل ژاپن است.
از باشگاه‌هایی که در آن بازی کرده‌است می‌توان به باشگاه فوتبال سرزو اوساکا، باشگاه فوتبال ریوکیو و باشگاه فوتبال وگالتا سندای اشاره کرد.